# Nouzonville
Nouzonville é uma comuna francesa na região administrativa de Grande Leste, no departamento das Ardenas. Estende-se por uma área de 10,92 km². Em 2010 a comuna tinha 5 871 habitantes (densidade: 537,6 hab./km²).